# Diana Miranda
Diana Paulina Miranda González (ur. 26 czerwca 1987) – meksykańska zapaśniczka w stylu wolnym. Zajęła siódme miejsce na mistrzostwach świata w 2006 i siedemnaste w 2007. Brązowa medalistka igrzysk panamerykańskich w 2015 i siódma w 2007. Zdobyła brązowy medal na mistrzostwach panamerykańskich w 2005. Złota medalistka igrzysk Ameryki Środkowej i Karaibów w 2014, srebrna w 2010 i piąta w 2006 roku.